# Optische Telegrafenlinie Metz–Mainz
| |    |                                                                                |                                                                                |
| |    |                                                                                |                                                                                |
| \| \| 1 \| Metz im Département Moselle (57) \| Metz im Département Moselle (57) \| \| \| 2 \| Grimont \| Grimont \| \| \| 3 \| Vigy \| Vigy \| \| \| 4 \| St. Bernard \| St. Bernard \| \| \| 5 \| Freistroff (G.) Valmünster – Gypsgrube (S.) \| Freistroff (G.) Valmünster – Gypsgrube (S.) \| \| \| 6 \| Tromborn Anhöhe Theater (S.) 384 m \| Tromborn Anhöhe Theater (S.) 384 m \| \| \| \| heutige Staatsgrenze Frankreich / Deutschland \| \| \| \| 7 \| Ihn (G.) Gisingen (Auf der Steig) (S.) \| 385 m \| \| \| 8 \| Siersburg Gauberg (Am Telegraph) \| 308 m \| \| \| 9 \| Nalbach/Düppenweiler Litermont \| 413 m \| \| \| \| Département de la Sarre (101) \| \| \| \| 10 \| Lebach-Hoxberg \| 411 m \| \| \| 11 \| Humes Wackenberg \| 405 m \| \| \| 12 \| Urexweiler Schalksberg \| Urexweiler Schalksberg \| \| \| 13 \| Leitersweiler Am Buchhäuschen (S.), Niederkirchen (G.) \| Leitersweiler Am Buchhäuschen (S.), Niederkirchen (G.) \| \| \| 14 \| Pfeffelbach Frühwald (Bayer. Grenze), Albessen (G.) \| Pfeffelbach Frühwald (Bayer. Grenze), Albessen (G.) \| \| \| 15 \| Ulmet Bayerische Pfalz Kreis Kusel \| Ulmet Bayerische Pfalz Kreis Kusel \| \| \| 16 \| Homberg Husarenbusch \| Homberg Husarenbusch \| \| \| 17 \| Desloch Weg zwischen Desloch und Lauschied \| Desloch Weg zwischen Desloch und Lauschied \| \| \| \| Département de Rhin-et-Moselle (103) \| \| \| \| 18 \| Boos Gangelsberg \| 342 m \| \| \| 19 \| Kreuznach Höhe Hungriger Wolf \| 223 m \| \| \| \| Département du Mont-Tonnerre (102) \| \| \| \| 20 \| Sprendlingen Napoleonshöhe \| 270 m \| \| \| \| \| \| \| \| 21 \| Sauerschwabenheim Nähe Heidenhof (S.), Windhäuserhof (G.) auf dem Mainzer Berg \| Sauerschwabenheim Nähe Heidenhof (S.), Windhäuserhof (G.) auf dem Mainzer Berg \| \| \| \| \| \| \| \| 22 \| Mainz zuerst Zitadelle, ab Oktober 1813 Stephanskirche \| Mainz zuerst Zitadelle, ab Oktober 1813 Stephanskirche \| |    |                                                                                |                                                                                |
| Kopfbahnhof Streckenanfang | 1  | Metz im Département Moselle (57)                                               | Metz im Département Moselle (57)                                               |
| Haltepunkt / Haltestelle | 2  | Grimont                                                                        | Grimont                                                                        |
| Haltepunkt / Haltestelle | 3  | Vigy                                                                           | Vigy                                                                           |
| Haltepunkt / Haltestelle | 4  | St. Bernard                                                                    | St. Bernard                                                                    |
| Haltepunkt / Haltestelle | 5  | Freistroff (G.) Valmünster – Gypsgrube (S.)                                    | Freistroff (G.) Valmünster – Gypsgrube (S.)                                    |
| Haltepunkt / Haltestelle | 6  | Tromborn Anhöhe Theater (S.) 384 m                                             | Tromborn Anhöhe Theater (S.) 384 m                                             |
| Grenze |    | heutige Staatsgrenze Frankreich / Deutschland                                  | heutige Staatsgrenze Frankreich / Deutschland                                  |
| Haltepunkt / Haltestelle | 7  | Ihn (G.) Gisingen (Auf der Steig) (S.)                                         | 385 m                                                                          |
| Haltepunkt / Haltestelle | 8  | Siersburg Gauberg (Am Telegraph)                                               | 308 m                                                                          |
| Haltepunkt / Haltestelle | 9  | Nalbach/Düppenweiler Litermont                                                 | 413 m                                                                          |
| ehemalige Grenze |    | Département de la Sarre (101)                                                  | Département de la Sarre (101)                                                  |
| Haltepunkt / Haltestelle | 10 | Lebach-Hoxberg                                                                 | 411 m                                                                          |
| Haltepunkt / Haltestelle | 11 | Humes Wackenberg                                                               | 405 m                                                                          |
| Haltepunkt / Haltestelle | 12 | Urexweiler Schalksberg                                                         | Urexweiler Schalksberg                                                         |
| Haltepunkt / Haltestelle | 13 | Leitersweiler Am Buchhäuschen (S.), Niederkirchen (G.)                         | Leitersweiler Am Buchhäuschen (S.), Niederkirchen (G.)                         |
| Haltepunkt / Haltestelle | 14 | Pfeffelbach Frühwald (Bayer. Grenze), Albessen (G.)                            | Pfeffelbach Frühwald (Bayer. Grenze), Albessen (G.)                            |
| Haltepunkt / Haltestelle | 15 | Ulmet Bayerische Pfalz Kreis Kusel                                             | Ulmet Bayerische Pfalz Kreis Kusel                                             |
| Haltepunkt / Haltestelle | 16 | Homberg Husarenbusch                                                           | Homberg Husarenbusch                                                           |
| Haltepunkt / Haltestelle | 17 | Desloch Weg zwischen Desloch und Lauschied                                     | Desloch Weg zwischen Desloch und Lauschied                                     |
| ehemalige Grenze |    | Département de Rhin-et-Moselle (103)                                           | Département de Rhin-et-Moselle (103)                                           |
| Haltepunkt / Haltestelle | 18 | Boos Gangelsberg                                                               | 342 m                                                                          |
| Haltepunkt / Haltestelle | 19 | Kreuznach Höhe Hungriger Wolf                                                  | 223 m                                                                          |
| ehemalige Grenze |    | Département du Mont-Tonnerre (102)                                             | Département du Mont-Tonnerre (102)                                             |
| Haltepunkt / Haltestelle | 20 | Sprendlingen Napoleonshöhe                                                     | 270 m                                                                          |
| |    |                                                                                |                                                                                |
| Haltepunkt / Haltestelle | 21 | Sauerschwabenheim Nähe Heidenhof (S.), Windhäuserhof (G.) auf dem Mainzer Berg | Sauerschwabenheim Nähe Heidenhof (S.), Windhäuserhof (G.) auf dem Mainzer Berg |
| |    |                                                                                |                                                                                |
| Kopfbahnhof Streckenende | 22 | Mainz zuerst Zitadelle, ab Oktober 1813 Stephanskirche                         | Mainz zuerst Zitadelle, ab Oktober 1813 Stephanskirche                         |

Die optische Telegrafenlinie von Metz nach Mainz wurde am 29. Mai 1813 eröffnet.
Damit war sie die erste optische Telegrafenlinie, die in einem Gebiet verlief, das sich heute zum größten Teil in den Grenzen der Bundesrepublik Deutschland befindet, in den damaligen Grenzen führte der Verlauf jedoch komplett durch das Kaiserreich Frankreich. Sie entstand als Streckenverlängerung der Linie Paris–Metz.
Das bis Mitte Januar 1814 bestehende telegrafische Kommunikationssystem diente zur behördlichen und militärischen Nachrichtenübermittlung mittels optischer Signale über eine Distanz von fast 225 Kilometern (in direkter Linie). Die Telegrafenlinie bestand aus bis zu 22 Telegrafenstationen, die mit Signalmasten ausgestattet waren. Die Stationen waren mit Fernrohren ausgerüstet, mit denen Telegrafisten speziell codierte Informationen von einer signalisierenden Station ablasen und diese unmittelbar an die jeweils folgende weitergaben.
Die Anlage wurde in der Neujahrsnacht 1814, als das Korps Yorck, eine unter Generalfeldmarschall Blücher stehende Vorhut, Kreuznach erreichte, nach Mainz hin unterbrochen, circa zwei Wochen später wurde der Betrieb infolge der Belagerung von Mainz komplett eingestellt.

## Geschichtlicher Hintergrund

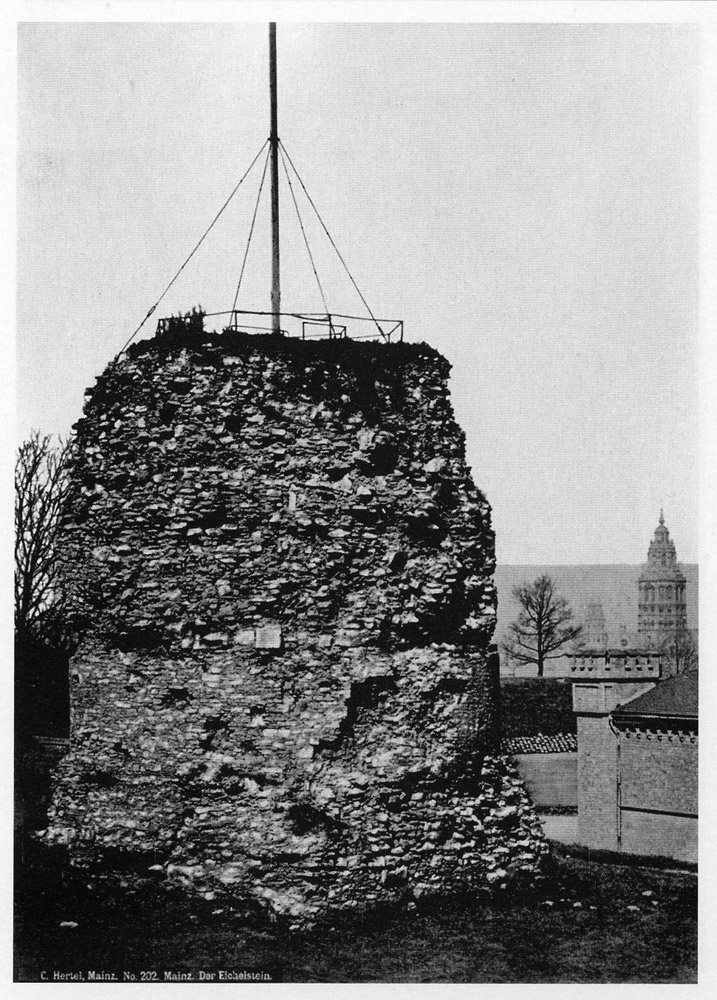
Signalendstation auf dem Mainzer Drususstein von Mai bis Oktober 1813

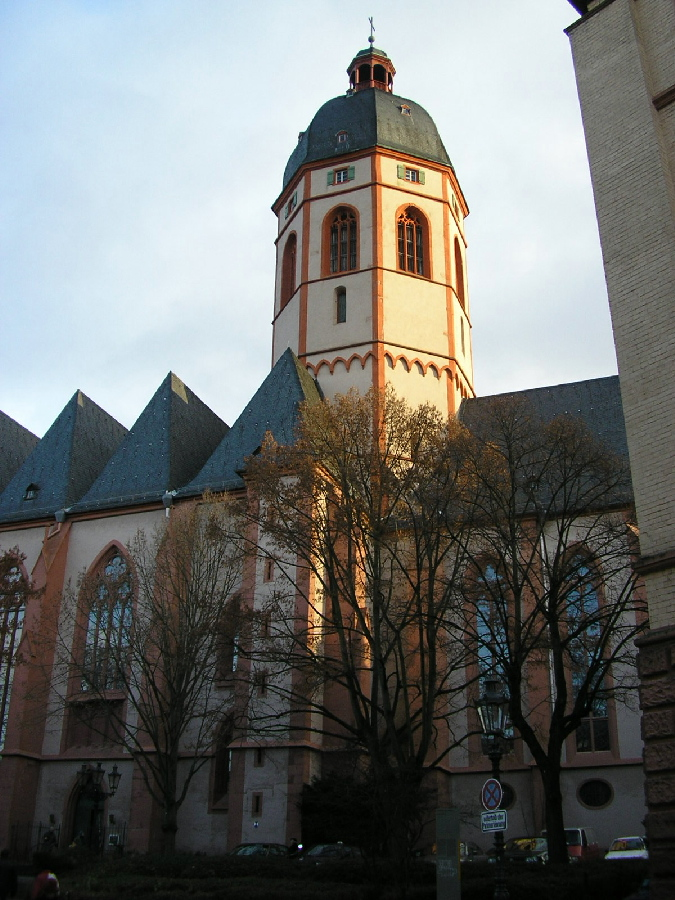
St. Stephan zu Mainz großer Glockenturm, zuletzt Signalendstation in Mainz

Auf Basis der Konstruktion von Claude Chappe und seinen Brüdern kam optisch-mechanische Telegrafie in Frankreich bereits ab August 1794 auf der Linie Paris–Lille zum Einsatz. Der Karlsruher Physikprofessor Johann Lorenz Boeckmann schickte am 22. November 1794 seinem Markgrafen Karl Friedrich von Baden ein Glückwunschtelegramm aus 200 Buchstaben ins Karlsruher Schloss unter Verwendung des Systems des optischen Telegrafen des Priesters Claude Chappe. Claude Chappes jüngerer Bruder Abraham, der die Linie Paris–Lille erbaut hatte, verlängerte sie 1798 nach Dünkirchen, 1801 nach Boulogne-sur-Mer, 1809 nach Antwerpen und Vlissingen und schließlich 1810 nach Amsterdam. Ab Januar 1798 wurde eine zweite Linie ins Elsass gebaut, die bereits am 31. Mai des Jahres Straßburg, Metz und Chalons mit Paris verband. Anlass für den Bau gab nicht zuletzt der Rastatter Kongress (1797 bis 1799), bei dem der französische Gesandte auf den laufenden Informationsaustausch mit Paris angewiesen war.
Der Abzweig nach Mainz wurde zur Anbindung der Hauptstadt des Département Donnersberg, einem französisch annektierten und 1798 in die Departementseinteilung übernommenen Gebiet, benötigt.
Nach der Zerstörung der Mainzer Linie durch die Preußen dauerte es noch 18 Jahre, bis sie die optische Telegrafie ab 1832 selbst auf einer staatlich Preußischen Telegrafenlinie von Berlin nach Koblenz einsetzten.  Während Schweden, Dänemark und England dem französischen Modell wesentlich früher nacheiferten, brachten die auf deutschem Gebiet bestehenden Klein- und Teilstaaten weder Interesse an einer das eigene Hoheitsgebiet überschreitenden Kommunikationstechnik auf, noch gab es die politischen Bedingungen für die erforderlichen Abkommen und Einigungen.

## Übertragungsgeschwindigkeit
Für die ungefähr gleich lange Strecke von etwa 225 Kilometern von Paris nach Lille mit 25 Telegrafenstationen konnte 1794 eine Nachricht zwischen zwei Minuten und sechs Minuten übermittelt werden.

## Stationen

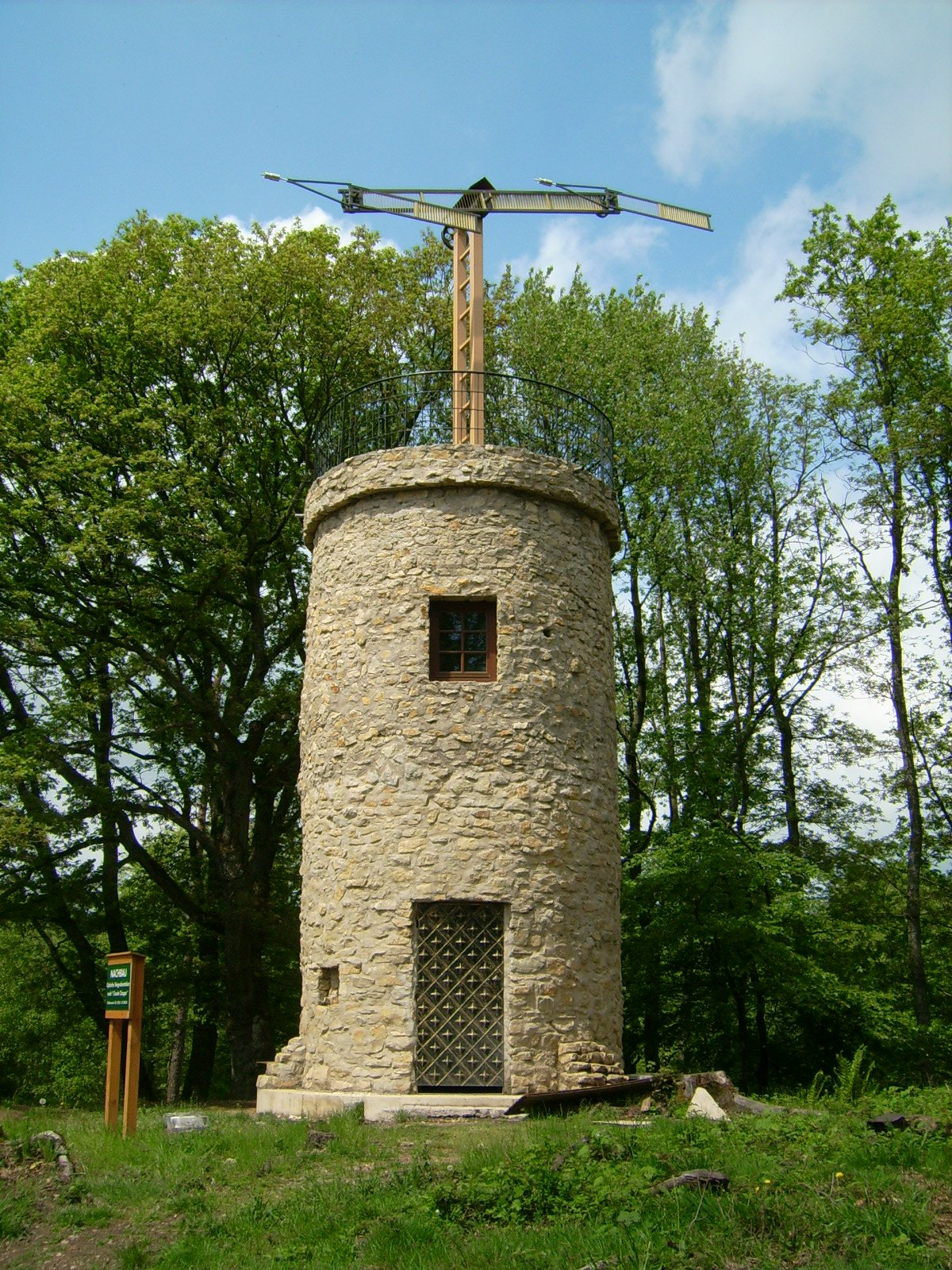
Nachbau eines französischen optischen Telegrafen nach Claude Chappe auf dem Litermont

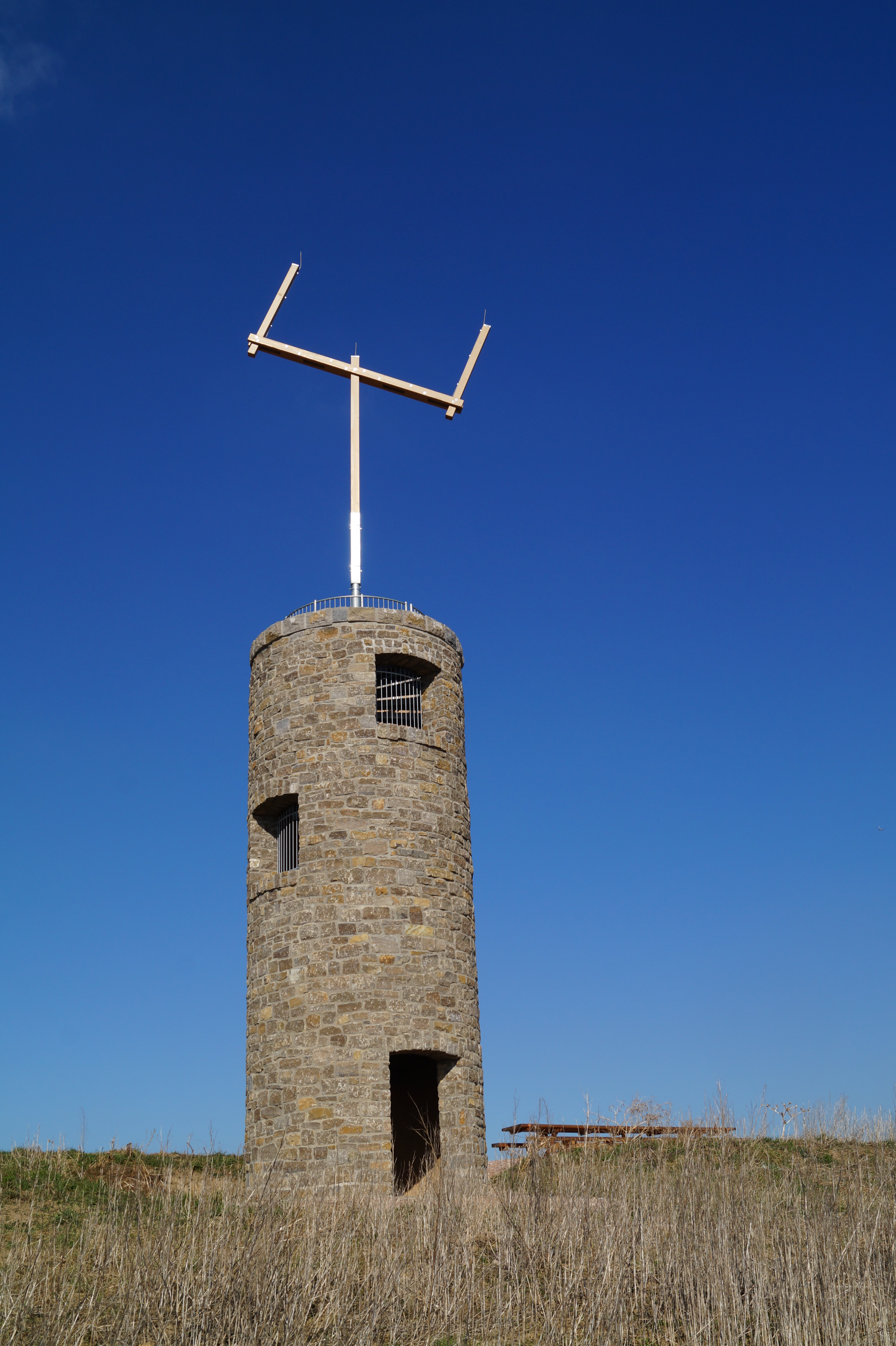
Nachbau eines optischen Telegrafen auf der Napoleonshöhe bei Sprendlingen (Rheinhessen)

### Rekonstruktionen
Auf dem Hoxberg wurde 1973 eine Rekonstruktion des Chappe-Signalmastes errichtet, der sich auch auf einem Sonderstempel befand.
Auf der Napoleonshöhe nordöstlich von Sprendlingen wurde 2014 ein Turm (Napoleonsturm) errichtet, der als „technikgeschichtliches Denkmal“ an die Anfänge der Nachrichtenübertragung über weite Distanzen erinnern soll und außerdem als Aussichtsturm dient.
Die Signalarme auf dem Turm entsprechen dem Chappeschen System, wurden aus Sicherheitsgründen aber nicht mit beweglichen, sondern feststehenden Zeigern ausgestattet. Die Richtungs-Markierungen auf der Aussichtsplattform weisen auf die ehemaligen Standorte der Nachbartürme Hungriger Wolf bei Bad Kreuznach (Richtung Metz) und Heidenhof bei Schwabenheim an der Selz (Richtung Mainz) hin.